# 內奧菲特峰

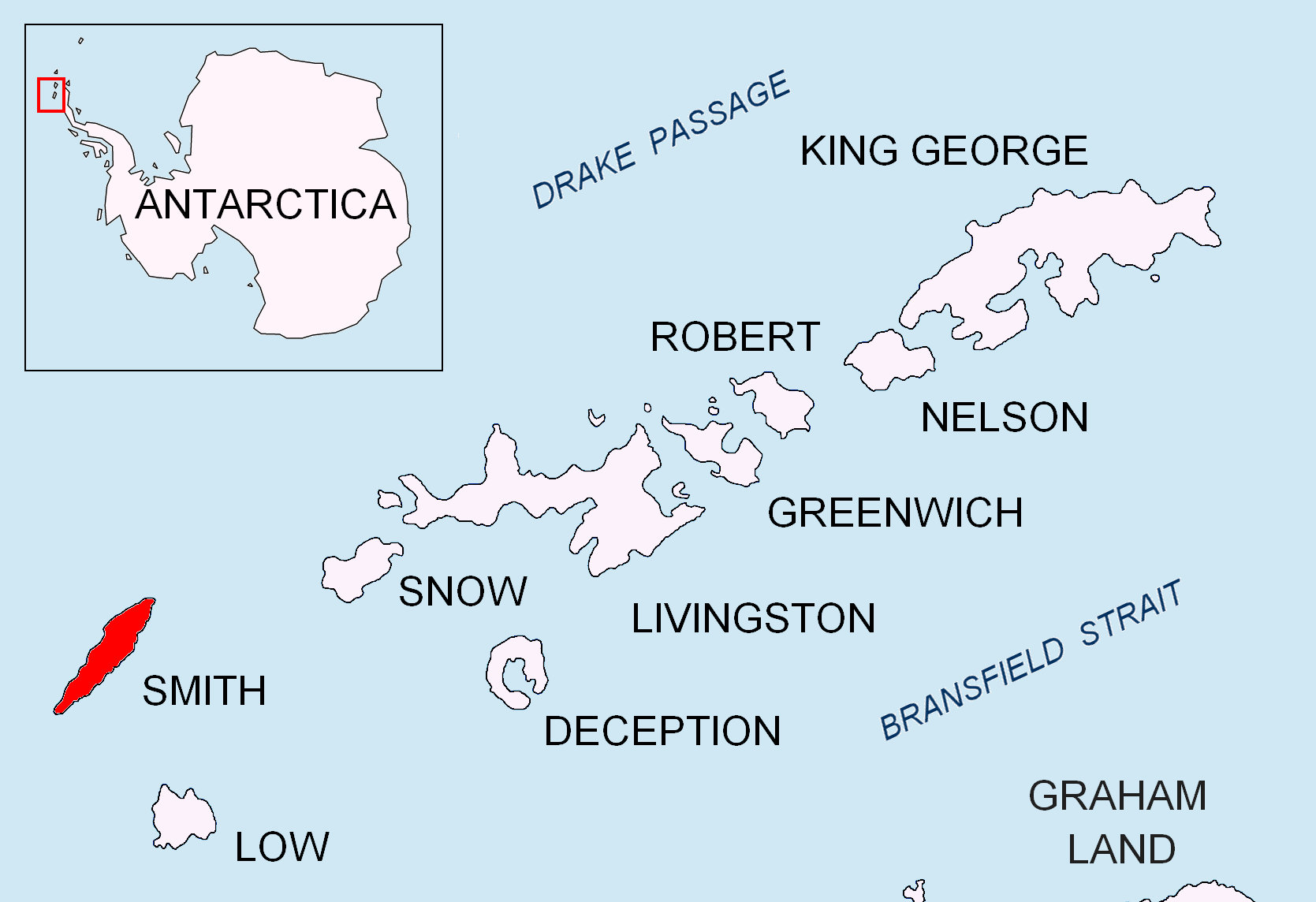

內奧菲特峰（英語：Neofit Peak）是南極洲的山峰，位於南設得蘭群島的史密斯島，屬於伊梅昂山脈的一部分，海拔高度1,750米，處於斯拉韋科夫峰西南面1.12公里、里格斯峰東北面2.38公里和詹姆士角東北面10.98公里。

## 外部連結
- SCAR Composite Antarctic Gazetteer（页面存档备份，存于）

63°01′08.5″S 62°35′03″W / 63.019028°S 62.58417°W